# Another Place

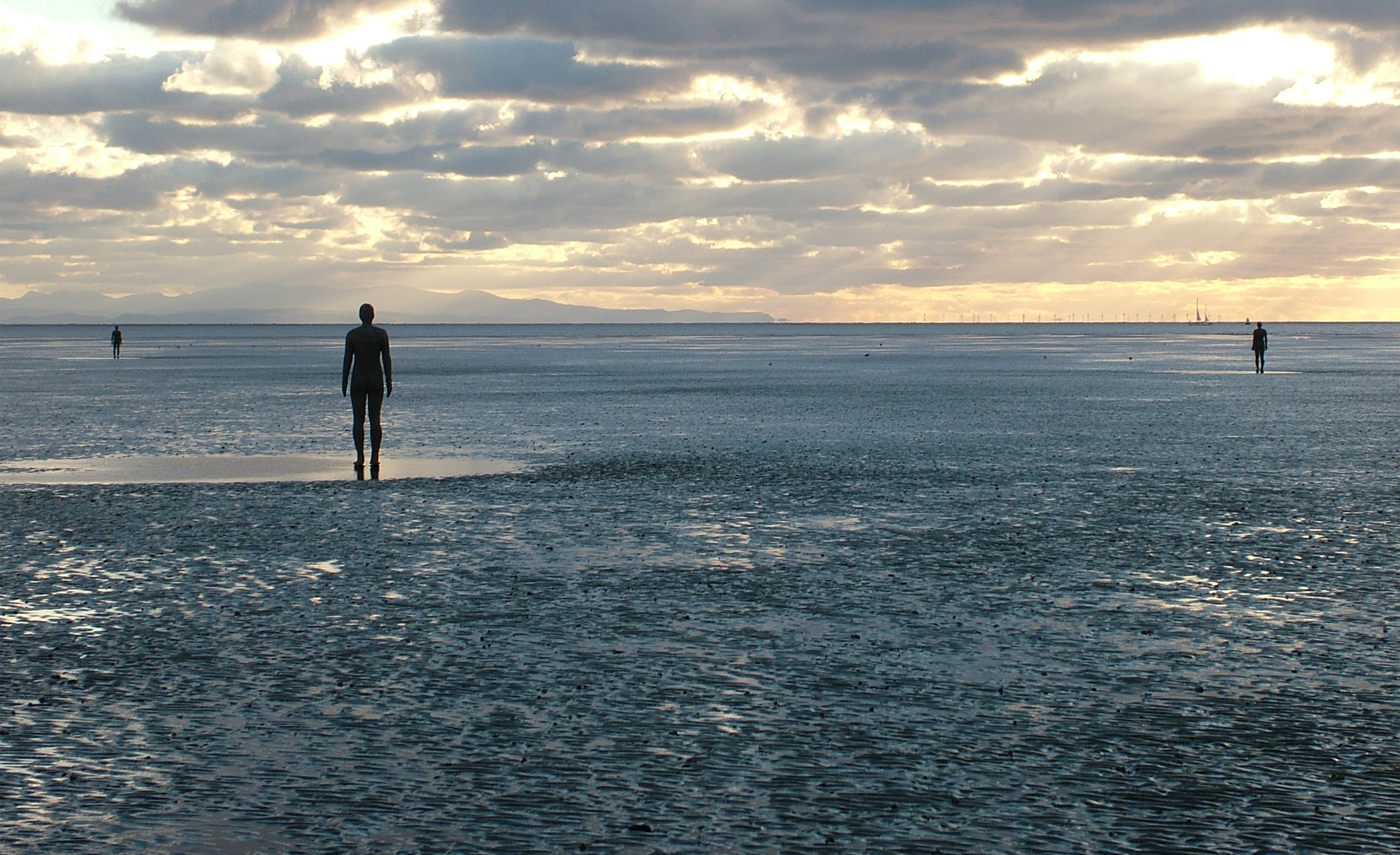
Tre delle cento sculture dell'installazione

Another Place (Un altro posto) è un'installazione di Antony Gormley, eretta sulla spiaggia di Crosby, nei pressi di Liverpool, in Inghilterra. È formata da cento figure di ghisa rivolte verso il mare, sparse su una striscia di spiaggia lunga due miglia. Ogni statua è alta 189 centimetri e pesa circa 650 kilogrammi.
Come la maggior parte delle opere di Gormley, le figure sono repliche del corpo dell'artista. Con l'alzarsi e l'abbassarsi della marea, le statue sorgono o vengono sommerse dal mare.
Another Place fu esibito per la prima volta sulla spiaggia di Cuxhaven, in Germania, nel 1997.

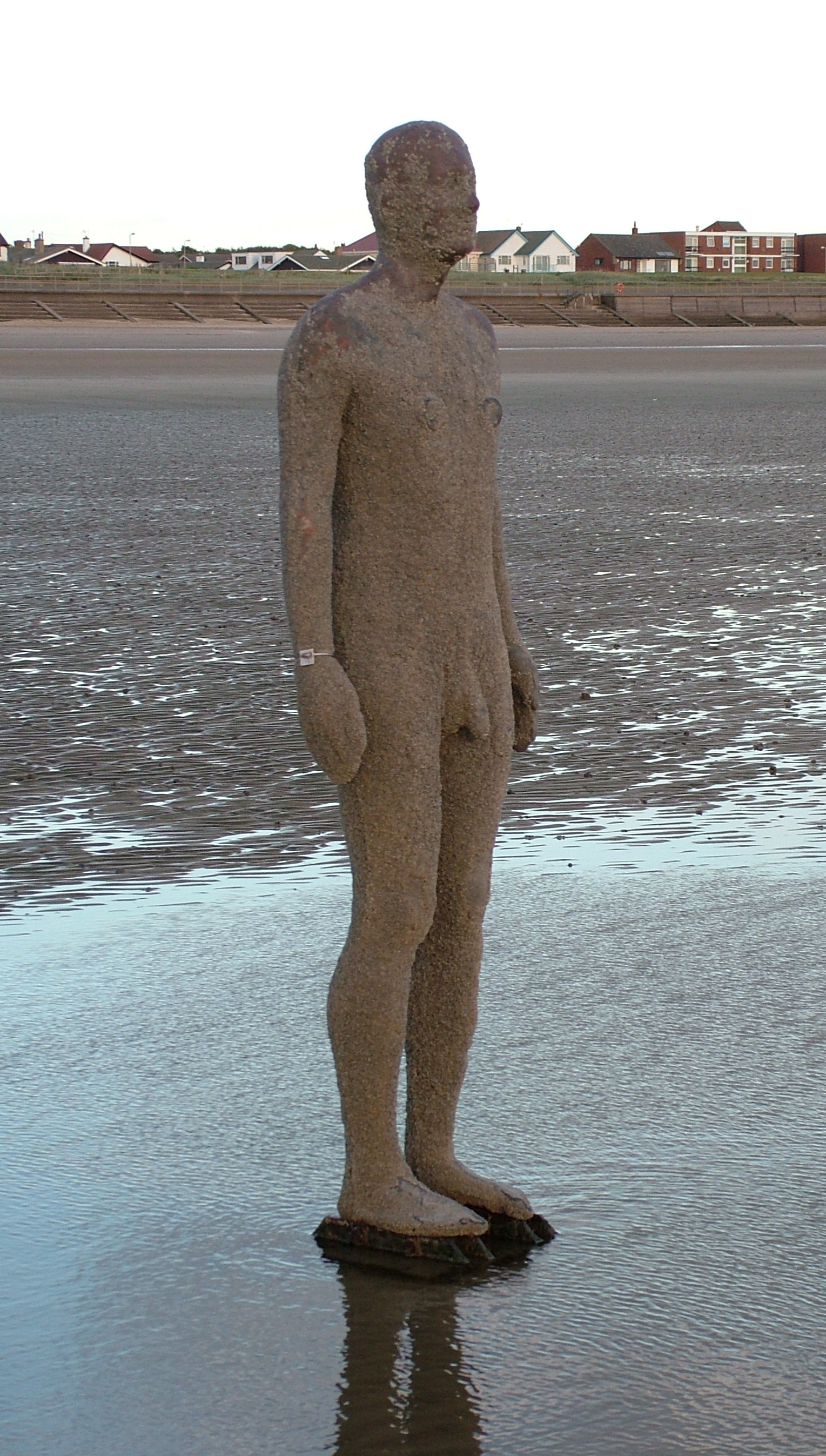
Dettaglio di una statua in ghisa
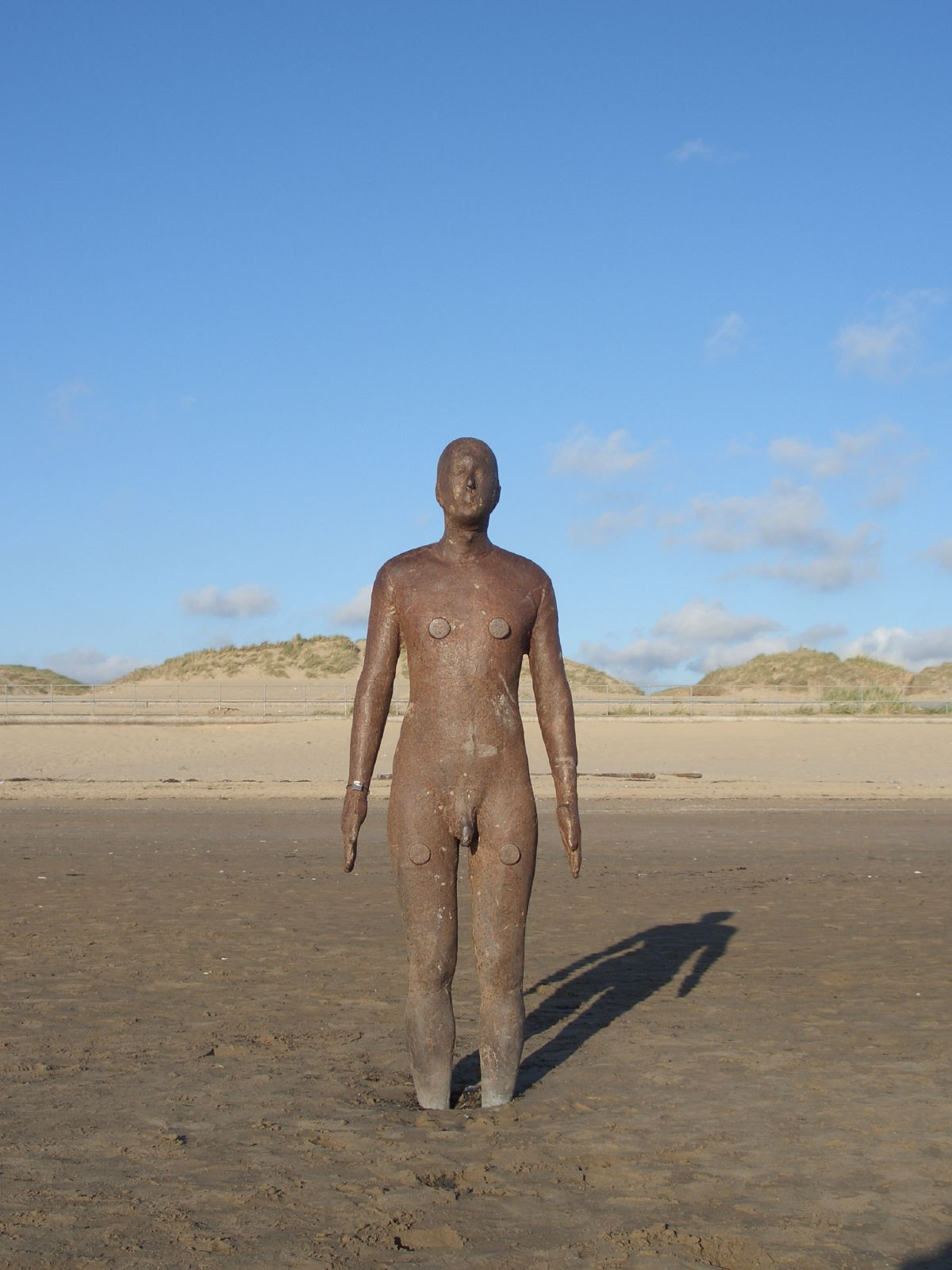
Vista frontale di una delle 100 statue, installate a Crosby Beach, Merseyside, Inghilterra
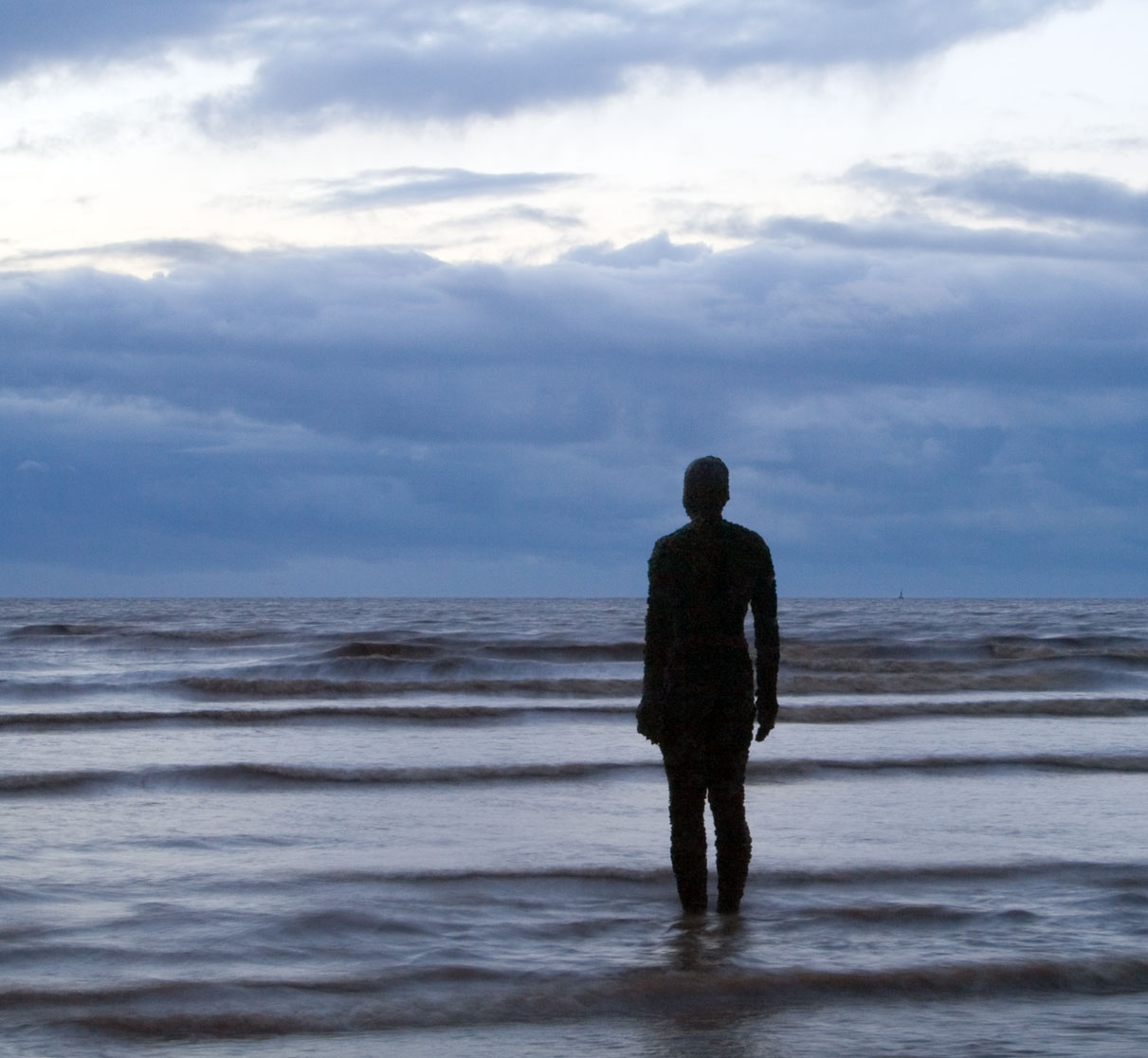
Tutte le statue sono rivolte verso il Mare d'Irlanda e molte sono sommerse dall'alta marea
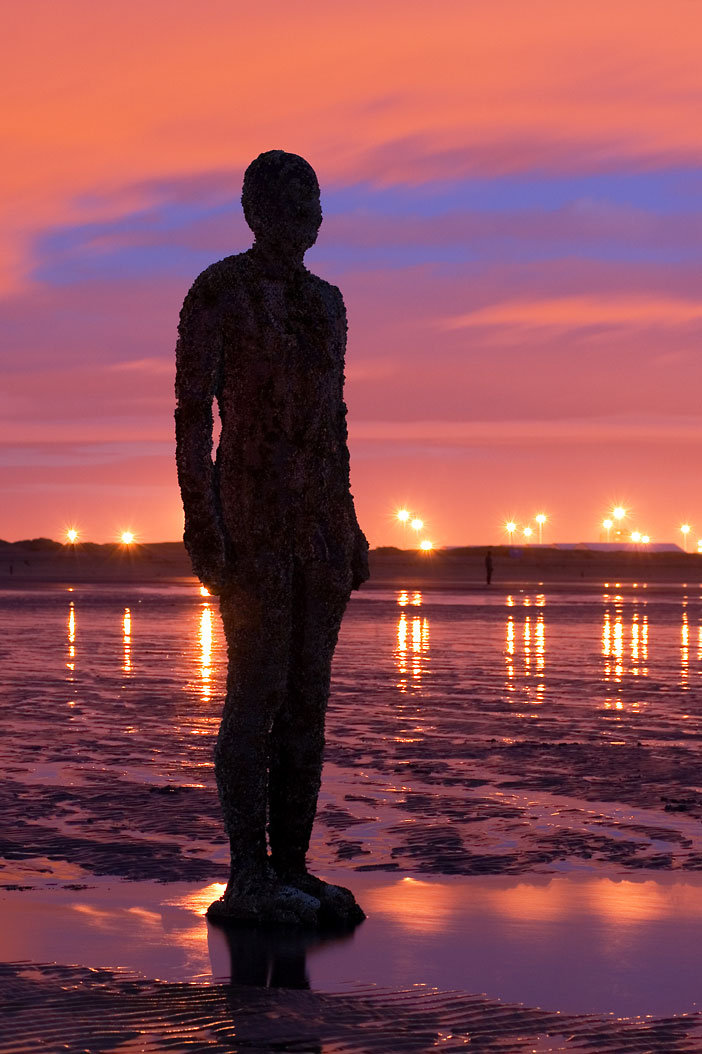
Una delle statue durante un tramonto